# 浮鞭站
浮鞭站（日语：／ Ukibuchi eki */?）是一位於日本高知縣幡多郡黑潮町浮鞭、隸屬於土佐黑潮鐵道（日语：土佐くろしお鉄道）的鐵路車站。車站編號為TK36。站牌上的標示為「運動的天堂」。
車站的命名和吾桑站相同，都是採取了複合取名法，這是因為車站附近的兩個村落名稱：「浮津」和「鞭」。

## 車站結構
本站為簡易車站模式，並不設置站舍，車站建於基堤之上，月台部份及前後採用天橋配置，只設有一個樓梯出入口，設計與土佐上川口站的設置相同，但到達通過平台後，卻再要穿過路軌下的短小地下道（附設一張木候車長櫈），然後再沿月台下的最後一道樓梯才到達月台層，再經斜道進入月台範圍、避免了以橫越路軌的平交道方式進入月台。
樓梯口旁邊一樣設有一座投幣式電話亭及一排以鐵板及鐵皮所搭成有蓋的單車停泊場。

### 月台配置

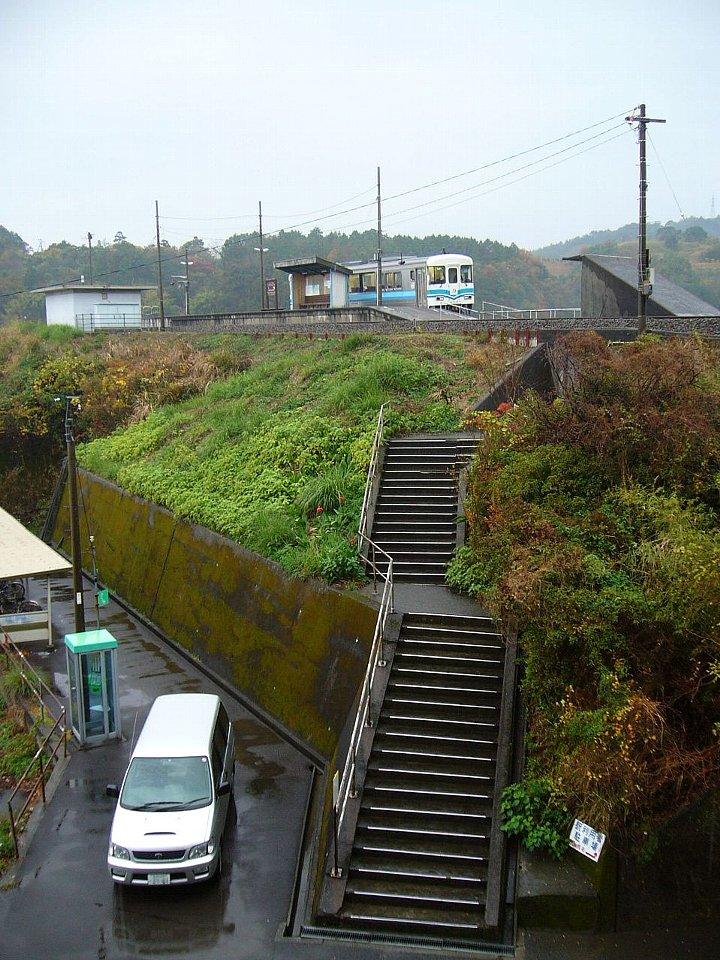
車站入口及月台上的隧道口（2006年12月）

本站設有島式月台1個，提供1面2線的月台配置。為中村線繼土佐佐賀後另一個可供避車的車站。闊度較為狹窄，實際供客運使用的長度部份亦只有40多米，有效長度為2輛，但如連同月台斜道及樓梯口部份的長度，則3輛編成的列車亦可停靠等待交會。
本月台不設月台編號，靠向海邊的平台上建有繼電所及儲物室。兩端採用Y形轉轍器，因此列車基本上均由左邊進站。
| 月台             | 路線     | 方向 | 目的地         |
| ---------------- | -------- | ---- | -------------- |
| 南側（靠向海邊） | ■ 中村線 | 下行 | 中村、宿毛方向 |
| 北則（靠向山邊） | ■ 中村線 | 上行 | 窪川方向       |

## 歷史
- 1970年10月1日：隨日本國有鐵道中村線通車開業[2]。開業時已為無人站[3]
- 1987年4月1日：日本國鐵分割民營化，車站的營運由JR四國繼承。
- 1988年4月1日：隨中村線轉交由土佐黑潮鐵道管理及營運。

## 使用狀況
車站前後均為種植溫室，北邊為農田及樹林，居民及大字中心位於車站的東南方，其中心點（浮鞭天滿宮、或鞭集會所）均大約300米的距離，距離海邊沙灘「千鳥濱」的步行距離也是1公里以內，雖然使用量仍不算高，但已比鄰近的車站為佳。而根據國土交通省「國土數值情報」，以下為1日平均上下車人次：
| 年度 | 1日平均 乘降人次 | 1日平均 乘降人次 |
| ---- | ---------------- | ---------------- |
| 2011 | 40               |                  |
| 2012 | 34               |                  |
| 2013 | 29               |                  |
| 2014 | 31               |                  |
| 2015 | 21               |                  |
| 2016 | 23               |                  |
| 2017 | 14               |                  |
| 2018 | 23               |                  |
| 2019 | 22               |                  |
| 2020 | 20               |                  |
| 2021 | 17               |                  |
| 2022 | 17               |                  |

## 相鄰車站
土佐黑潮鐵道
■中村線
■特急「足摺」，「四萬十」1、8號
通過
■普通
海之王迎（TK35）－浮鞭（TK36）－土佐入野（TK37）

## 外部連結
- 土佐黑潮鐵道浮鞭站 （页面存档备份，存于）